# Гривска
Гривска је насеље у Србији у општини Ариље у Златиборском округу. Према попису из 2022. било је 210 становника. У насељу се налази осморазредна школа као издвојено одељење ОШ „Ратко Јовановић” из Крушчице.
Овде је крајем 90-тих година 20 века подигнута црква посвећена Светом краљу Драгутину.

## Порекло имена
Верује се да су некада мушкарци из овог села носили дугу косу коју је народ тада звао грива. Од те речи настао је данашњи назив Гривска.

## Демографија
У насељу Гривска живи 310 пунолетних становника, а просечна старост становништва износи 51,3 година (47,5 код мушкараца и 54,8 код жена). У насељу има 142 домаћинства, а просечан број чланова по домаћинству је 2,51.
Ово насеље је скоро у потпуности насељено Србима (према попису из 2002. године), а у другој половини XX века је забележен константан пад у броју становника.
|  |

| Демографија | Демографија | Демографија |
| Година      | Становника  | Становника  |
| ----------- | ----------- | ----------- |
| 1948.       | 959         |             |
| 1953.       | 924         |             |
| 1961.       | 820         |             |
| 1971.       | 681         |             |
| 1981.       | 573         |             |
| 1991.       | 454         | 454         |
| 2002.       | 357         | 357         |

| Етнички састав према попису из 2002.‍ | Етнички састав према попису из 2002.‍ | Етнички састав према попису из 2002.‍ | Етнички састав према попису из 2002.‍ | Етнички састав према попису из 2002.‍ |
| ------------------------------------ | ------------------------------------ | ------------------------------------ | ------------------------------------ | ------------------------------------ |
|                                      |                                      |                                      |                                      |                                      |
| Срби                                 | Срби                                 |                                      | 354                                  | 99,15%                               |
| Црногорци                            | Црногорци                            |                                      | 1                                    | 0,28%                                |
| Хрвати                               | Хрвати                               |                                      | 1                                    | 0,28%                                |
| Македонци                            | Македонци                            |                                      | 1                                    | 0,28%                                |
| непознато                            | непознато                            |                                      | 0                                    | 0,0%                                 |

| Година пописа     | 1948. | 1953. | 1961. | 1971. | 1981. | 1991. | 2002. |
| ----------------- | ----- | ----- | ----- | ----- | ----- | ----- | ----- |
| Број домаћинстава | 164   | 167   | 175   | 175   | 168   | 162   | 142   |

| Број чланова      | 1  | 2  | 3  | 4  | 5 | 6 | 7 | 8 | 9 | 10 и више | Просек |
| ----------------- | -- | -- | -- | -- | - | - | - | - | - | --------- | ------ |
| Број домаћинстава | 43 | 52 | 12 | 17 | 8 | 8 | 0 | 1 | 0 | 1         | 2,51   |

| Пол    | Укупно | Неожењен/Неудата | Ожењен/Удата | Удовац/Удовица | Разведен/Разведена | Непознато |
| ------ | ------ | ---------------- | ------------ | -------------- | ------------------ | --------- |
| Мушки  | 154    | 46               | 94           | 9              | 5                  | 0         |
| Женски | 167    | 11               | 98           | 54             | 3                  | 1         |
| УКУПНО | 321    | 57               | 192          | 63             | 8                  | 1         |

| Пол    | Укупно                    | Пољопривреда, лов и шумарство | Рибарство                            | Вађење руде и камена | Прерађивачка индустрија       |
| ------ | ------------------------- | ----------------------------- | ------------------------------------ | -------------------- | ----------------------------- |
| Мушки  | 102                       | 80                            | 0                                    | 0                    | 12                            |
| Женски | 84                        | 77                            | 0                                    | 0                    | 4                             |
| УКУПНО | 186                       | 157                           | 0                                    | 0                    | 16                            |
| Пол    | Производња и снабдевање   | Грађевинарство                | Трговина                             | Хотели и ресторани   | Саобраћај, складиштење и везе |
| Мушки  | 2                         | 5                             | 1                                    | 0                    | 1                             |
| Женски | 0                         | 0                             | 2                                    | 1                    | 0                             |
| УКУПНО | 2                         | 5                             | 3                                    | 1                    | 1                             |
| Пол    | Финансијско посредовање   | Некретнине                    | Државна управа и одбрана             | Образовање           | Здравствени и социјални рад   |
| Мушки  | 0                         | 0                             | 0                                    | 1                    | 0                             |
| Женски | 0                         | 0                             | 0                                    | 0                    | 0                             |
| УКУПНО | 0                         | 0                             | 0                                    | 1                    | 0                             |
| Пол    | Остале услужне активности | Приватна домаћинства          | Екстериторијалне организације и тела | Непознато            | Непознато                     |
| Мушки  | 0                         | 0                             | 0                                    | 0                    | 0                             |
| Женски | 0                         | 0                             | 0                                    | 0                    | 0                             |
| УКУПНО | 0                         | 0                             | 0                                    | 0                    | 0                             |